# Tri kraljestva
Obdobje teh kraljestev (poenostavljeno kitajsko 三国, tradicionalno kitajsko 三國, pinjin Sān Guó) je naziv obdobja kitajske zgodovine po propadu dinastije Han od leta 220 do 280 n. št. V tem času je bila Kitajska razdeljena med dinastične države Cao Vej, Šu Han in Vzhodni Vu. Predhodnica obdobja treh kraljestev je bila dinastija Vzhodni Han, sledila pa mu je dinastija Zahodni Džin. Kratkoživa država Jan na polotoku Ljaodong, ki je trajala od leta 237 do 238, se včasih šteje za četrto kraljestvo.
Akademsko se obdobje treh kraljestev nanaša na obdobje med ustanovitvijo Cao Veja leta 220 in osvojitvijo Vzhodnega Vuja s strani Zahodnega Džina leta 280. Zgodnejši "neuradni" del obdobja od leta 184 do 220 so zaznamovali kaotični notranji spopadi v različnih delih Kitajske med padcem dinastije Vzhodni Han. Srednji del obdobja od leta  220 do 263 je zaznamovala vojaško stabilnejša ureditev med tremi rivalskimi državami Cao Vej, Šu Han in Vzhodni Vu. Kasnejši del obdobja je zaznamovala osvojitev Šuja s strani Veja leta 263, uzurpacija Cao Veja s strani Zahodnega Džina leta 266 in osvojitev Vzhodnega Vuja s strani Zahodnega Džina leta 280. 
Obdobje treh kraljestev je eno najbolj krvavih v kitajski zgodovini. Popis prebivalstva, opravljen leta 280  po ponovni združitvi treh kraljestev pod dinastijo Džin, je naštel 2.459.840 gospodinjstev in 16.163.863 posameznikov, kar je bil le delček od 10.677.960 gospodinjstev in 56.486.856 posameznikov, o katerih so poročali v obdobju dinastije Han. Popis leta 280 verjetno ni bil posebej natančen zaradi množice dejavnikov, ki so ga ovirali.
Tehnologija je v tem obdobju zelo napredovala. Kancler Šuja Džuge Ljang je izumil "lesenega vola", ki naj bi bil zgodnja oblika samokolnice, in izboljšal večstrelni samostrel. Strojni inženir Ma Džun iz Veja je izumil mehansko lutkovno gledališče na vodni pogon, zasnovano za cesarja Minga iz Veja, verižno črpalko s kvadratnimi zajemalkami za namakanje vrtov v Luojangu in domiselno zasnovan proti jugu usmerjene voz, nemagneten kompas, ki so ga krmilili diferencialni zobniki.
Čeprav relativno kratko, je obdobje treh kraljestev močno zaznamovalo kulture Kitajske, Japonske, Koreje in Vietnama. Slavili in popularizirali so ga v operah, ljudskih zgodbah, romanih in v novejšem času v filmih, na televiziji in v video igrah. Najbolj znano literarno delo je Luo Guandžongova Romanca o treh kraljestvih, zgodovinski roman iz obdobja dinastije Ming, ki temelji na dogodkih v obdobju treh kraljestev. Verodostojno zgodovinsko besedilo iz tega obdobja so Čen Šovovi Zapisi treh kraljestev s kasnejšimi Pej Songdžijevimi opombami. 
Izraz "tri kraljestva" ni povsem točen, saj posamezne države sčasoma ni vodil kralj, ampak cesar, ki je zahteval suverenost nad celotno Kitajsko. Izraz je kljub temu med sinologi postal nekakšen standard. 

## Zgodovina

### Upor rumenih turbanov
Moč dinastije Vzhodni Han je po smrti cesarja Heja leta 105 zaradi številnih političnih in gospodarskih težav začela upadati. Vrsta cesarjev Hana je zasedla prestol že v mladosti, zato je bila oblast v državi de facto pogosto v rokah cesarjevih starejših sorodnikov. Ker se ti sorodniki običajno niso želeli odpovedati svojemu vplivu, so bili cesarji, ko so odrasli, prisiljeni zanašati se na politična zavezništva z višjimi uradniki in evnuhi, da bi se lahko obdržali na oblasti. Notranji spopadi med cesarskimi sorodniki in evnuškimi uradniki so bili v tistem času stalni problem kitajske vlade. V času vladavine cesarja Huana (vladal 146–168) in cesarja Linga (vladal 168–189) je nezadovoljstvo zaradi uzurpacije oblasti evnuhov doseglo vrhunec. Začeli so se številni protesti proti njim. Prvi in drugi protest sta bila neuspešna in dvorni evnuhi so prepričali cesarja, da je usmrtil številne protestirajoče učenjake. Nekateri lokalni vladarji so izkoristili priložnost za popoln prevzem oblasti v svojih provincah, državljani pa se v strahu pred oblastmi o tem niso upali spregovoriti. Vladavini cesarjev Huana in Linga sta zapisani kot posebej temni obdobji vladavine dinastije Han. Poleg političnega zatiranja in slabega upravljanja je Kitajska v tem obdobju doživela tudi številne naravne katastrofe in po vsej državi se pojavili lokalni upori. 
V tretjem mesecu leta 184 je Džang Džjao, vodja taoističnega gibanja Poti najvišjega miru, skupaj s svojima bratoma Džang Ljangom in Džang Baom, povedel privržence gibanja v upor proti vladi, imenovan upor rumenih turbanov. Njihovo gibanje je hitro pritegnilo privržence in dobilo podporo več sto tisoč ljudi iz mnogih delov Kitajske. Uporniki so imeli 36 baz po vsej Kitajski. Velike baze so imele 10.000 ali več privržencev, manjše baze pa 6.000 do 7.000, podobno kot vojska Hana. Njihov moto je bil: 
"Sivo nebo je propadlo, rumeno nebo bo kmalu vstalo; v tem letu džjazi naj bo blaginja na svetu!"
Cesar Ling je poslal generale Huangfu Songa, Lu Džija in Džu Džuna v boj proti upornikom in odredil, da morajo lokalne vlade zagotoviti vojake za njihovo podporo. Rumeni turbani so bili nazadnje poraženi in njihovi preživeli privrženci so se razkropili po vsej Kitajski. Zaradi nemirnih razmer v cesarstvu so mnogi lahko preživeli le kot razbojniki v gorskih območjih in tako še naprej prispevali k nemiru tega obdobja. 
Ob obsežnem porastu razbojništva vojska Hana ni imela nobene možnosti, da bi zatrla vse razbojniške skupine. Leta 188 je Lju Jan cesarju Lingu predlagal, da lokalnim guvernerjem podeli neposredno upravno oblast nad fevdalnimi provincami, neposredno poveljstvo regionalne vojske in temu primeren status. Te položaje je cesar zapolnil s člani družine Lju ali dvornimi uradniki. Province (džov) so s tem postale uradne upravne enote. Dobile so oblast za boj proti upornikom, kasneje pa je kaos znotraj vlade lokalnim guvernerjem omogočil, da so zlahka vladali neodvisno od centralne vlade. Predlagatelj Lju Jan je napredoval v guvernerja province Ji in kmalu zatem prekinil vse vezi svoje province s cesarskim dvorom. Sledilo mu je več drugih guvernerjev. 

### Dong Džuo
Istega leta je cesar Ling umrl in med dvornimi evnuhi se je začel nov boj za nadzor nad cesarsko družino. Dvorni evnuh Džjan Šuo je nameraval ubiti regenta maršala He Džina, sorodnika cesarske družine, in zamenjati prestolonaslednika Lju Bjana z njegovim mlajšim bratom Liu Šjejem. Njegov načrt je spodletel. Prestol je zasedel Lju Bjan kot cesar Šao. He Džin je nameraval s pomočjo vojskovodje Juan Šaa ubiti deset spremljevalcev, kliko dvanajstih evnuhov, ki je nadzirala velik del cesarskega dvora. Generalu Dong Džuoju in inšpektorju Ding Juanu je ukazal, naj v prestolnico pripeljeta vojake in okrepita njegovo oblast. Evnuhi so razkrili He Džinovo zaroto in ga ubili, preden je Dong Džuo prišel v Luojang. Ko je prišel v prestolnico, je njegova vojska vdrla v kompleks cesarske palače in ubila deset spremljevalcev in 2000 njihovih podpornikov. Poboj je končal stoletni spor med evnuhi in cesarsko družino.
Ker je cesar izgubil še vso preostalo vojaško in politično moč, je Dong Džuo prevzel nadzor nad vlado v Luojangu. 28. septembra je odstavil Lju Bjana s cesarskega prestola Hana v korist Liu Šjeja. V naslednjih tednih so po vsej Kitajski izbruhnili upori.
V vzhodni Kitajski se je v poskusu obnovitve moči Hanov začela krepiti velika koalicija proti Dong Džuoju, ki so jo vodili Juan Šao, Juan Šu in Cao Cao. Številni deželni uradniki so se morali pridružiti ali tvegati odpust. Leta 191 je Juan Šuju podrejeni Sun Džjan z vojsko pregnal Dong Džuoja iz Luojanga v Čangan. Naslednje leto (192) ga je njegov nekdanji telesni stražar Li Bu Dong umoril.

### Propad centralne oblasti
Leta 192 se je v koaliciji nekaj govorilo o imenovanju cesarjevega sorodnika Lju Juja za novega cesarja, vendar iz tega ni bilo nič. Večina vojskovodij v koaliciji, z nekaj izjemami, si je v času nestabilnosti prizadevala povečati svojo osebno oblast in ni resno želela obnoviti avtoriteto dinastije Han. Cesarstvo Han je bilo razdeljeno med številne regionalne vojskovodje. Zaradi popolnega zloma centralne vlade in vzhodnega zavezništva je Severnokitajska nižina zapadla v vojne in anarhijo s številnimi tekmeci, ki so se borili za uspeh ali preživetje. Cesar Šjan v Čanganu je padel v roke različnih vojskovodij. 
Kaos je bil popoln. Dong Džuoja, ki je bil prepričan v svoj uspeh, je ubil njegov privrženec Li Bu v zaroti z ministrom Vang Junom, Li Buja pa so nato napadli Dong Džuovovo bivši častniki Li Džue, Guo Si, Džang Dži in Fan Čov. Vang Jun in njegova celotna družina so bili usmrčeni. Li Bu je pobegnil k severnemu vojskovodju Džang Jangu in ostal z njim nekaj časa, preden se je za kratek čas pridružil Juan Šau. Slednji je deloval iz mesta Je v provinci Dži in razširil svojo oblast severno od Rumene reke.  Guverner province Dži je bil Juan Šao, vendar ga je Juan Šao odstavil.
Med Rumeno reko in reko Huaj je izbruhnil spopad med Juan Šujem, Cao Caom, Tao Čjanom in Lu Bujem. Cao Cao je leta 192 prisilil rumene turbane k vdaji, leta 193 pregnal Juan Šuja južno od reke Huaj, leta 196 opustošil Tao Čjanovo domeno in leta 196 sprejel Liu Bejevo vdajo. Li Buja je leta 198 ukazal usmrtiti. Po teh dogodkih je popolnoma nadziral južni del Severnokitajske nižine.
Na severovzhodu je Gongsun Du nadziral polotok Ljaodong in njegovo okolico in tam ustanovil svojo državo. Leta 204 ga je nasledil njegov sin Gongsun Kang. Severno od kitajske meje je po padcu centralne oblasti nastal kaos zaradi spopadov ostankov Šjugnujev s Šjanbeji. Vojskovodja Gongsun Kang je leta 209 ponovno napadel kraljestvo Gogurjeo in ga podjarmil. V provinci Ljang, današnjem Gansuju, je leta 184 izbruhnil upor. Na zahodu je bil od leta 188 guverner province Ji Lju Jan, ki ga je leta 194 nasledil njegov sin Lju Džang. Severno od njega je vladal Džang Lu, vodja gibanja per meric riža. V provinci Džing je kot guverner vladal Lju Bjao, v spodnjem toku reke Jangce pa Sun Čan.

### Zadnja leta dinastije Han
Leta 209 je Džov Ju zavzel Džjangling in vzpostavil popolno prevlado juga nad reko Jangce. Medtem sta Lju Bej in njegov glavni svetovalec Džuge Ljang zavzela poveljstva v porečju reke Šjang in vzpostavila nadzor nad južnimi ozemlji province Džing. Sun Čuan je bil prisiljen odstopiti Liju ozemlje okoli Džjanlinga, ker po Džov Jujevi smrti tam ni mogel vzpostaviti ustrezne oblasti.
Leta 211 je Cao Cao premagal koalicijo vojskovodij v dolini reke Vej in zavzel ozemlje okoli Čangana in leta 215 Handžong. Pod marionetnim cesarjem Šjanom je postopoma povečeval svoje ozemlje in moč. Leta 208 je postal kancler, leta 214 vojvoda Veja in leta 217 kralj Veja.
Potem ko je Lju Bej leta 214 zavzel provinco Ji, je Sun Čuan, ki se je v prejšnjih letih ukvarjal s Cao Caom, svojo pozornost usmeril na srednji Jangce. Naslednje leto sta se Sun Čuan in Lju Bej dogovorila, da bo meja med njunima ozemljema reka Šjang. Na jugu je Sun Čuan poslal He Čina, Lu Šuna in druge generale, da bi osvojili ozemlje današnjih južnih provinc Džedžjang in Fudžjan.
Leta 219 je Lju Bej premagal in ubil Cao Caovega generala Šjahov Juana in zavzel Handžong. Cao Caov poskus, da bi osvojil izgubljena ozemlja, je spodletel. Lju Bej je nato zavaroval svojo severno mejo in se razglasil za kralja Handžonga. Poskus zasedbe Hefeja na vzhodu mu ni uspel. Do leta 219 je Cao Cao po nizu medsebojnih spopadov pridobil dolino reke Han, medtem ko je Sun Čuan zavzel vse ozemlje vzhodno od sotesk Jangceja.

### Nastanek treh kraljestev
V začetku leta 220 je Cao Cao umrl. Nasledil ga je njegov sin Cao Pi. 11. decembra je cesar Šjan odstopil in Cao Pi se je z razglasitvijo nebeškega mandata povzpel na cesarski prestol kot cesar Veja. 15. maja 221 se je Lju Bej na dogodek odzval tako, da se je razglasil za cesarja Hana. Njegova država je postala splošno znana kot Šu Han. Sun Čuan je še naprej priznaval de jure suverenost Veja in bil imenovan za kralja Vuja.
Konec leta 221 je Šu napadel Vu kot odgovor na Guan Jujev umor in izgubo province Džing. Spomladi leta 222 je poveljstvo prevzel Lju Bej, junija sprožil vrsto napadov in naslednje leto umrl. Šu in Vu sta pozimi leta 223 obnovila diplomatske odnose in zatem vzpostavila mir in zavezništvo. 23. junija 229 se je Sun Čuan razglasil za cesarja Vuja. 
Šu Han je nadzoroval zgornjo dolino reke Han in ozemlje zahodno od sotesk Jangceja. Šu in Vu je delilo gorovje Činling. Vej je imel nadzor nad dolino rek Vej in Huaj in ustanovil garniziji v Šovčunu in Hebeju. Napadi Vuja na obe garniziji so bili dosledno neuspešni. Vu je nadzoroval vso dolino Jangceja. Ozemlje med Huajem in Jangcejem je bilo opustošeno območje, kjer se je v spodnji dolini Hana izoblikovala pretežno statična meja med Vejem in Vujem. 

### Tri države

#### Šu
Leta 223 se je po očetovem porazu in smrti na prestol Šuja povzpel Lju Šan. 
Ozemlja do jezera Djan v Junanu je od leta 224 do 225 med svojimi pohodi proti jugu osvojil Džuge Ljang. Glavnino vojske Šuja je leta 227 premestil v Handžong in začel vojno z Vejem za severozahodna ozemlja. V naslednjih šestih letih je sprožil več ofenziv, vendar zaradi težav z oskrbo ni bil posebej uspešen. Leta 234 je vodil svojo zadnjo veliko ofenzivo na nižine južno od reke Vej. Po njegovi smrti leta 234 je bila vojska Šuja prisiljena na umik.

#### Vu
Sun Čuan, ustanovitelj kraljestva Vu, je napadel domorodna plemena na jugovzhodu države, ki so jih Kitajci kot celoto imenovali Šanjue. Njegovi uspehi so dosegli vrh z zmago leta 224. Tega leta je Džuge Ke končal triletno obleganje Danjanga in predajo 100.000 Šanjuejev. 40.000 Šanjuejev je bilo vključenih v pomožne enote vojske Vuja. 
Težave z domorodnimi plemeni je na svojem jugu doživljal tudi Šu. Proti njemu so se uprli Nanmani in zavzeli in izopali mesta v provinci Ji. Šu jih je z obsežnim napadom podredil. Predstavniku plemena je bilo kot uradniku dovoljeno prebivati v prestolnici Šuja Čengduju, Nanmani pa so bili v svojih bataljonih vključeni v vojsko Šuja. 
V času Džuge Ljangovih severnih ofenziv so Vu vedno ogrožali vdori s severa. Po bitku pri Rdečih pečinah je bilo ozemlje okoli Hefeja pod stalnim pritiskom Veja in prizorišče številnih hudih bitk. Vojne so postale tako srdite, da so se številni prebivalci odločili za odselitev na ozemlje južno od Jangceja. Po Džuge Ljangovi smrti so se napadi na južno porečje Huaja še okrepili, vendar Veju ni uspelo prebiti obrambe Vuja. 
Sun Čuanova dolga vladavina velja za čas izobilja. Migracije s severa in naselitev Šanjuejev so povečale število delavcev v kmetijstvu, zlasti ob spodnjem toku Jangceja in v poveljstvu Kuajdži ob južni obali zaliva Huangdžov. Z izgradnjo kanalov Džedong in Džjangnan se je povečal tudi rečni promet. Cvetela je proizvodnja glazirane keramike celadon in kovin in trgovina z bombažem s Šujem. Po morju se je trgovalo z Ljaodongom in Tajvanom in celo z južnim Vietnamom. Z napredkom gospodarstva sta napredovali tudi umetnost in kultura. Delto Jangceja so dosegli prvi budistični vplivi iz Luojanga. 
Obdobje Vzhodnega Vuja je bilo obdobje formiranja vietnamske državnosti. Prefekt Džjaodžova (sedanji Vietnam in Guangdžov) Ši Šje je štirideset let vladal Vietnamu kot samostojen vojskovodja, za kar so ga kasnejši vietnamski cesarji posmrtno pobožili. Ši Šje je bil uradno podrejen Vzhodnemu Vuju, s čimer so bili Vietnamci sprva zadovoljni, potem pa so se uprli. Vu je s prepričevanjem in grožnjami uspel pomiriti upornike, vandar so se kasneje ponovno uprli in bili po nekaj mesecih poraženi. Voditeljica upora gospa Trieu je naredila samomor.

#### Vej
Leta 226 je Cao Pi umrl, star 40 let. Nasledil ga je njegov najstarejši sin Cao Rui, star 22 let. Za njegove regente so bili imenovani minister Čen Čun, general Cao Džen, general Cao Šju in general Sima Ji, čeprav je bil Cao Rui polnoleten in bi lahko vladal samostojno. Sčasoma so prvi trije regenti umrli in ostal je samo Sima Ji kot najvišji minister in vojaški poveljnik. 9eta 226 je Sima Ji uspešno obranil Šjangjang pred ofenzivo Vuja in prvič samostojno poveljeval na bojnem polju.  Leta 227 je bil Sima Ji imenovan za vodjo vojaških zadev ob reki Han s sedežem v Čanganu.
Leta 238 je bil Sima Ji poslan poveljevat vojaškemu pohodu proti Gongsun Juanu iz samooklicanega kraljestva Jan v Liaodongu. Pohod se je končal z osvojitvijo prestolnice in pobojem Gongsun Juanove vlade. Med letoma 244 in 245 je general Guančju napadel kraljestvo Gogurjeo in ga zelo opustošil. Severovzhodna meja Veja ae bila zdaj zavarovana pred morebitnimi grožnjami. Kralj Gogujea je med napadom lete 242 pobegnil iz prestolnice in ustanovil novo, njegova država pa se je zmanjšala in pol stoletja sploh ni bila omenjena v kitajskih zgodovinskih besedilih.
Leta 238 je Cao Rui umrl, star  35 let. Nasledil ga je njegov posvojeni sin Cao Fang, star sedem let, ki je bil sicer ožji član cesarske družine. Cao Rui je za njegova regenta imenoval Cao Šuanga in Sima Jija, čeprav je razmišljal tudi o ustanovitvi regentskega sveta, v katerem bi prevladovali člani cesarske družine. Glavni nadzor nad dvorom je imel Cao Šuang. Sima Ji je prejel častni naziv veliki učitelj, na dvoru pa ni imel skoraj nobenega vpliva.

### Propadanje in konec

#### Padec Šuja
Po smrti Džuge Ljanga je položaj kanclerja pripadel Džjang Vanu in za njim Fej Jiju in Don Junu. Po letu 258 je politiko Šuja vedno bolj nadzirala frakcija evnuhov pod vodstvom Huang Haa in korupcija v državi se je še povečala. Šuju kljub energičnim prizadevanjem Džjang Veja ni uspelo doseči nobenega odločilnega dosežka. Leta 263 je Vej s treh strani napadel Šu in prisilil njegovo vojsko na splošen umih iz Hangdžonga. Džjang Vej je zadrževal napadalce pri Džjangeju, dokler ga niso obkolili. Do zime leta je prestolnica Šuja Čengdu padla, cesar Lju Šan pa se je predal. Država Šu je po 43 letih prenehala obstajati. Lju Šan je v Luojangu dobil naziv "vojvoda anleja", kar v dobesednem prevodu pomeni  "vojvoda varnosti in sreče", vendar ni imel nobene dejanske oblasti. 

#### Padec Veja
Od poznih 230. letih so začele postajati opazne napetosti med cesarskim klanom Cao in klanom Sima. Po smrti Cao Džena je nasprotovanje med Cao Šuangom in velikim učiteljem Sima Jijem postalo očitno. Cao Šuang je na ključna mesta postavil svoje ljudi in izključil Sima Jija, v katerem je videl nevarno grožnjo. Moč klana Sima, ene od velikih veleposestniških družin dinastije Han, so okrepile vojaške zmage Sima Jija, ki je bil izjemno sposoben strateg in politik. Leta 238 je zatrl upor Gongsun Juanovega samooklicanega kraljestva Jan in spravil regijo Liaodong neposredno pod centralno oblast. Nazadnje je v igri moči premagal še Cao Šuanga. Sima Ji je izkoristil odhod članov cesarskega klana na obisk grobnic Gaoping in medtem v Ljaojangu izvedel državni udar in Cao Šuangovo frakcijo vrgel z oblasti. Sledili so protesti, med njimi tudi dobro znanih modrecev iz bambusovega gaja, protestom pa povračilne čistke in usmrtitve. 
Leta 260 prestol nasledil Cao Huan, potem ko je bil Cao Mao ubit v spodletelem državnem udaru proti Sima Džau. Kmalu zatem je Sima Džao umrl. Njegov naziv vojvode Džina je podedoval njegov sin Sima Jan, ki je takoj začel načrtovati pohod na cesarski prestol, vendar je naletel na močno nasprotovanje. Cesar Cao Huan se je nazadnje po nasvetu svojih svetovalcev odločil, da bo odstopil in Sima Jan je leta 266 zasedel prestol Veja. Prenos oblasti je pomenil strmoglavljenje dinastije Vej in začetek nove dinastije Džin. Dogodki so bili podobni tistim pred štirideset leti, ko je Cao Pi odstavil cesarja Šjana. 

#### Padec Vuja
Po Sun Čuanovi smrti in vzponu mladega Sun Ljanga na prestol leta 252 je država Vu začela neprekinjeno propadati. Padec Šuja je nakazal spremembo v politiki Veja. Po vzponu dinastije Džin po letu 266 in smrti cesarja Sun Šjuja iz Vuja so njegovi ministri prestol prepustili Sun Hau. Sun Hao je bil obetaven mladenič, toda po vnebovzetju pa je postal tiran, ki je pobil ali izgnal vse, ki so se mu drznili zoperstaviti. Leta 269 se je na jugu začel pripravljati na invazijo na Vu poveljnik vojske Džina Jang Hu. V Sečuanu je ukazal zgraditi floto in uriti marince pod vodstvom Vang Džuna. Štiri leta pozneje je umrl zadnji veliki general Vuja Lu Kang, ki za seboj ni pustil kompetentnega naslednika. Načrtovana ofenziva Džina se je končno začela ob koncu leta 279. Sima Jan je sprožil pet sočasnih ofenziv vzdolž reke Jangce od Džangjeja (današnji Nanking) do Džjanglinga, medtem ko je sečuanska flota odplula navzdol proti provinci Džing. Pod pritiskom tako ogromne vojske so sile Vuja popustile in Džanje je padel v tretjem mesecu leta 280. Sun Hao se je predal in dobil fevd, v katerem je živel do svoje smrti. Dogodki so pomenili konec obdobja treh kraljestev in začetek neenotnosti v prihodnjih treh stoletjih.

## Posledice

### Prebivalstvo
Uporu rumenih turbanov je v osrednjih nižinah Kitajske sledila huda lakota. Dong Džuo je po prihodu na oblast dal poln zagon svoji vojski, da pleni in ugrablja prebivalstvo. Ko je koalicija Guandong začela kampanjo proti njemu, je začel izvajati politiko požgane zemlje in razglasil, da se mora "vse prebivalstvo Luojanga prisilno preseliti v Čangan, vse palače, templje, uradne rezidence in domove pa se mora požgati. Znotraj območja 200 li se ne sme zadrževati nihče". Za mnoge je to pomenilo smrtno obsodbo. Število prebivalcev Luojanga se je zelo zmanjšalo. Ko je Cao Cao napadel provinco Šu, je bilo rečeno, da je bilo "na stotine tisočev moških in žensk živih pokopanih in da niso preživeli niti psi niti kokoši. Reka Si je bila blokirana, pet mest pa si ni nikoli več opomoglo". Ko sta Li Džue in njegova vojska napredovala proti Guandžongu, je tudi on dovolil plenjenje mest in ljudi, da so "ljudje jedli drug drugega, dokler niso tudi sami umrli". 
Od pozne dinastije Vzhodni Han do dinastije Zahodni Džin je v 125 letih število prebivalcev doseglo največ 35,3% prebivalstva v dinastiji Han. Od dinastije Zahodni Džin do dinastije Suj si prebivalstvo ni nikoli opomoglo. Visoka militarizacija prebivalstva je bila običajna. V mestu Šu, na primer, je bilo 900.000 prebivalcev, od tega več kot 100.000 vojakov. Zapisi treh kraljestev vsebujejo podatke o prebivalstvu treh kraljestev. Številke so verjetno manjše od dejanskih, saj so bili popisi prebivalstva pomanjkljivi, davčni utajevalci pa zaradi korupcije pogosto neevidentirani. 
V obdobju treh kraljestev (220–280 n. š.) se je razvilo več statusov med svobodo in suženjstvom, vendar naj bi noben ne presegel 1 odstotka prebivalstva. 

### Gospodarstvo
V pozni dinastiji Vzhodni Han je bilo gospodarstvo v hudi depresiji tudi zaradi naravnih nesreč in socialnih nemirov, ki so povzročili ogromno izgubo kmetijskih zemljišč. Nekateri lokalni veleposestniki in aristokrati so za svojo obrambo zgradili svoje lastne trdnjave in razvili kmetijstvo, ki se je postopoma razvilo v samozadosten graščinski sistem. Sistem trdnjav in dvorcev je vplival tudi na gospodarski sistem naslednjih dinastij. Zaradi propada centralne oblasti se obrabljeni bakreni kovanci niso pretalili in prekovali v nove, zato se je pojavilo obsežno zasebno kovanje denarja. Zaradi propada kovancev je Cao Vej leta 221 za glavno valuto uradno razglasil svileno tkanino in žito.
V gospodarskem smislu je delitev na tri kraljestva trajala še zelo dolgo. Celo v času dinastije Severni Song 700 let kasneje so bili na Kitajskem trije veliki regionalni trgi. Stanje na severozahodu je bili nekoliko ambivalentno zaradi povezav s severnimi regijami in Sečuanom. Te geografske delitve poudarja dejstvo, da je vse glavne komunikacijske poti med tremi glavnimi regijami ustvaril človek: Veliki kanal, ki je povezoval sever in jug, vlečno pot skozi tri soteske reke Jangce, ki je povezovala južno Kitajsko s Sečuanom, in galerijske ceste, ki so povezovale Sečuan s severozahodom. Razpad na tri ločene entitete je bil povsem naraven in celo pričakovan z Džuge Ljangovimi političnimi predvidevanji (načrt Longdžong).

## Književnost
Cao Cao, ustanovitelj kraljestva Vej, in njegovi štirje sinovi so bili vplivni pesniki, zlasti Cao Dži (192–232) in Cao Pi  (187–226). Cao Pi je napisal prvo literarno kritiko z naslovom Esej o književnosti. Cao Dži je skupaj z Šu Ganom sponzoriral ponoven vzpon lirskega pesniškega v slogu džjanan. Večina sodobnih kritikov meni, da je Cao Dži najpomembnejši kitajski pisec med Ču Juanom in Tao Juanmingom.

## Zgodovinopisje

### Vprašanje legitimnosti
Tradicionalna kitajska politična misel se ukvarja s konceptom "nebeškega mandata", iz katerega vladar črpa legitimnost za vladanje vsemu pod nebom. V obdobju treh kraljestev so Cao Vej, Šu Han in Vzhodni Vu zahtevali mandat na podlagi tega, da so se njihovi ustanovitelji razglasili za cesarje. Poznejši zgodovinarji niso bili soglasni, katero od treh kraljestev naj velja za edinega zakonitega naslednika dinastije Han. 
Čen Šov, sestavljalec Zapisov treh kraljestev, je izhajal iz Šu Hana in bil med pisanjem Zapisov uradnik dinastije Zahodni Džin. Ko je Zahodni Džin nasledil Cao Vej, je Čen previdno impliciral, da je Cao Vej legitimna država. Kljub temu, da je bil opis dogodkov večinoma uravnotežen in pošten, je Čen Šov legitimiral Vej tako, da je na prvo mesto v trilogiji postavil letopise Veja, uporabil imena obdobij iz Vejevega koledarja in za voditelje Veja pridržal kraljevsko nomenklaturo. Natančneje, cesarji Cao Veja se imenujejo s svojimi cesarskimi posmrtnimi imeni, medtem ko sta cesarja Šuja in Vuja Lju Bej in Sun Čuan zgolj "vladarja".  Čen Šov kot podložnik Džina pač ni mogel pisati drugače, čeprav je bil morda naklonjen svoji domači državi Šu.
Čen Šovova obravnava vprašanja legitimnosti je bila splošno sprejeta vse do dinastije Severni Song. Čeprav je trdil, da nobena od treh držav ni imela nebeškega mandata, ker nobeni ni uspelo združiti Kitajske, je zgodovinar Songa Sima Guang uporabil vejevska imena obdobij in tako v svojih Zapisih velikega zgodovinarja potrdil legitimnost Veja kot naslednika Hana.
Vplivni neokonfucijanski moralist Džu Ši je kritiziral Simo Guangovo izbira in zavzel stališče, da je bil Šu Han pravi naslednik dinastije Han, saj je bil Lju Bej v krvnem sorodstvu s cesarskim klanom Lju. Džu Ši je v svojem prepisu dela Sima Guanga z naslovom Dzidži tongdžjan gangmu uporabil Šujev koledar. Njegovo stališče, ki ga je prvi zagovarjal Ši Džuoči v 4. stoletju, je v njegovem času dobilo podporo, saj se je dinastija Song znašla v podobni situaciji kot Šu Han, ko so jo Džurčeni leta 1127 izrinili iz severne Kitajske in je postala znana kot Južni Song.
Revizionistične zasebne zgodovine tistega časa so poudarjale "človeško vladanje" kot znak legitimnega dinastičnega nasledstva in videle v Lju Beju idealiziranega konfucijanskega monarha.

## Zapuščina v ljudski kulturi
Številne osebe in dogodki iz tega obdobja so pozneje postali kitajske legende. Najpopolnejši in najvplivnejši primer je zgodovinski roman Romanca treh kraljestev, ki ga je napisal Luo Guandžong v času dinastije Ming. Obdobje treh kraljestev je verjetno prav zaradi tega romana eno od najbolj znanih kitajskih zgodovinskih obdobij v smislu ikoničnih likov, dejanj in podvigov. Izmišljene zgodbe iz izmišljenih poročil o treh kraljestvih so dobile pomembno vlogo v vzhodnoazijski ljudski kulturi. Na Kitajskem, v Hong Kongu, Tajvanu, Južni Koreji, Vietnamu, na Japonskem in v jugovzhodni Aziji še vedno nastajajo knjige, televizijske drame, filmi, risanke, igre in glasba na temo treh kraljestev.
Japonski razvijalec videoiger Koei je več generacijam mladih igralcev na Zahodu predstavil obdobje treh kraljestev s pripovedovanjem zgodovine v svojih dolgih in uspešnih franšizah strateških iger Romanca treh kraljestev in akcijski igri Dinanstija vojščakov. Igre so med mnogimi zahodnimi igralci vzbudile navdušenje nad tem obdobjem, podobno navdušenju na Vzhodu.